# Puerto Rican Day Parade

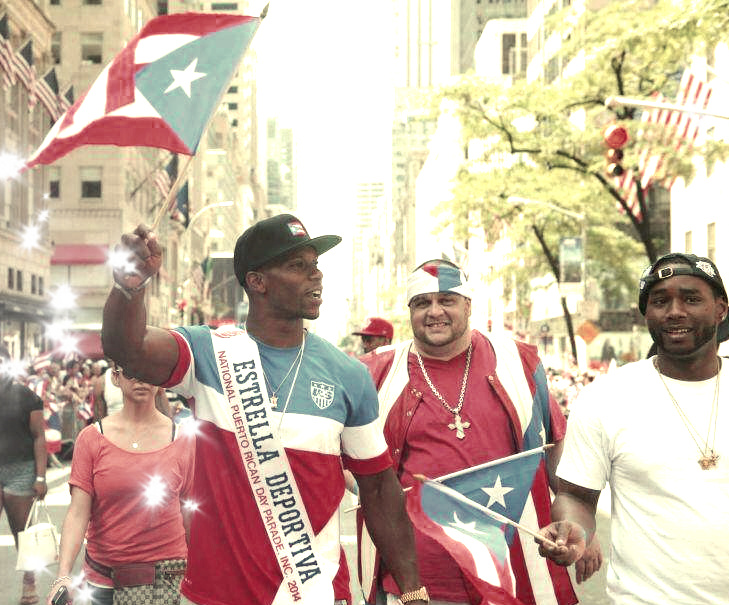
Puerto Rican Day Parade

Die Puerto Rican Day Parade findet seit 1959 jährlich in den Vereinigten Staaten auf der Fifth Avenue im Stadtteil Manhattan von New York City, New York, statt. Die Parade wird am zweiten Sonntag im Juni zu Ehren der fast vier Millionen Bürger aus Puerto Rico und aller Menschen puerto-ricanischer Abstammung, die auf dem US-amerikanischen Festland leben, abgehalten.

## Übergriffe während der Puerto Rican Day Parade 2000
In den USA wurden im Jahr 2000 bei der Puerto Rican Day Parade in New York systematische Übergriffe auf Frauen bzw. Paare berichtet, die in einem Bereich der Großveranstaltung außerhalb des Central Parks, der von der Polizei wenig beachtet wurde, massiv belästigt und auch bestohlen, in zwei Fällen auch vergewaltigt wurden. Das Vorgehen war von etwa zwei Dutzend jugendlichen Tätern vergleichsweise systematisch: Sie wählten Opfer nach dem Aussehen aus, umringten sie, bespritzten sie mit Wasser, rissen ihnen Kleidungsstücke weg und belästigten sie. Die Polizeitaktik wie das mangelnde Eingreifen einiger Beamter wie etlicher Zuschauer wurde in der Folge massiv kritisiert.
Viele der Angriffe wurden auf Video aufgenommen und erfuhren weltweite Aufmerksamkeit. Das New York City Police Department wurde für seinen Umgang mit den Übergriffen stark kritisiert. Über fünfzig Frauen berichteten, sie seien belästigt oder angegriffen worden.